# تپه تمب کنار و ۲
تپه تمب کنار و ۲ مربوط به دوران‌های تاریخی پس از اسلام است و در شهرستان لامرد، بخش اشکنان، روستای خشت واقع شده و این اثر در تاریخ ۲۴ تیر ۱۳۸۲ با شمارهٔ ثبت ۹۲۳۳ به‌عنوان یکی از آثار ملی ایران به ثبت رسیده است.